# Jure Leskovec
Jure (Jurij) Leskovec, slovenski računalnikar in podjetnik, * 1980.
Raziskovalno se ukvarja zlasti z velikimi računalniškimi omrežji in deluje kot izredni profesor na Univerzi Stanford (Kalifornija, ZDA) ter vodja raziskav pri podjetju Pinterest.

## Življenje
Računalništvu se je resneje posvetil kot srednješolec na Bežigrajski gimnaziji, ko je pričel raziskovati na Institutu "Jožef Stefan" na področjih podatkovnega rudarjenja, sinteze govora in strojnega učenja. Po diplomi na ljubljanski Fakulteti za računalništvo in informatiko je odšel v ZDA, kjer je leta 2008 doktoriral na Univerzi Carnegie Mellon in nato še leto dni deloval kot podoktorski raziskovalec na Univerzi Cornell.
Leta 2009 je postal docent računalništva na Univerzi Stanford, kot prvi Slovenec ter takrat eden najmlajših predavateljev na tej prestižni zasebni univerzi. Posveča se velikim računalniškim, informacijskim in družbenim omrežjem, predvsem raziskave slednjih so deležne velike pozornosti strokovne in širše javnosti, saj vodi raziskovalno skupino na Stanfordu, ki razvija modele za napovedovanje vedenja uporabnikov priljubljenih spletnih storitev. V ta namen sodelujejo s korporacijami, kot so Yahoo!, Microsoft in Facebook. Leta 2016 je bil imenovan za rednega profesorja.
Kot podjetnik je leta 2014 soustanovil zagonsko podjetje Kosei, ki razvija algoritem za generiranje personaliziranih priporočil izdelkov. Leto kasneje ga je prevzelo družbeno omrežje Pinterest, kjer je Leskovec kasneje postal vodja raziskav (chief scientist).

## Priznanja
Za svoje delo je leta 2015 prejel Lagrangeevo nagrado, ki jo podeljuje italijanski sklad CRT za raziskave kompleksnih sistemov, leta 2016 pa priznanje Test of Time, ki ga podeljuje interesna skupina za odkrivanje znanja in podatkovno rudarjenje združenja ACM (Association for Computing Machinery), za kongresni prispevek iz leta 2005 o spreminjanju grafov in omrežij v »resničnem svetu«.
Ohranja tudi aktivne raziskovalne stike s slovenskimi ustanovami in v svoji skupini gosti slovenske študente, za kar je leta 2014 prejel naziv ambasadorja Republike Slovenije v znanosti.